# Wilhelm Anderson
Wilhelm Robert Karl Anderson (belaruszul: Вільгельм Роберт Карл Андэрсан; Minszk, Orosz Birodalom, 1880. október 16. – Meseritz-Obrawalde, Harmadik Birodalom, 1940. március 26.) észt-német asztrofizikus, akik a csillagok fizikai felépítését tanulmányozta.

## Élete
Wilhelm Anderson a napjainkban Fehéroroszország részét képző Minszkben született balti német családba. Öccsei a matematikus Oskar Anderson (1887–1960) és a folkrolista Walter Anderson (1885–1962) voltak. Ifjúságának egy részét Kazanyban töltötte, ahol édesapja, Nikolai Anderson (1845–1905) a finnugor nyelvek egyetemi professzora volt.
A Kazanyi Egyetemen tanult, 1909-ben diplomázott a Matematikai és Tudományos Tanszéken. 1910 és 1918 közt Szamarában, utána két évig Minszkben tanított fizikát. Öccsével, Walterrel együtt 1920-ban költözött Észtországba, Tartuba. A Tartui Egyetemen 1923-ban szerezte magiszteri diplomáját csillagászatból, 1927-ben kapta meg a doktori címet. 1934-ben habilitációs jelölt lett az egyetemen, 1936-ban egyetemi adjunktus lett. A balti németek nagy részéhez hasonlóan 1939. vége felé Németországba költözött, ahol nem sokkal később, a meseritz-obrawaldei szanatóriumban hunyt el.
Anderson legismertebb tudományos eredménye a fehér törpe csillagok tömeglimitéhez kapcsolódott (1929, Tartu), a Chandrasekhar-határ meghatározásához vezető út egyik állomása volt. A Stoner-Anderson-egyenletet, Edmund Stonerrel való levelezése után, róla nevezték el.

## Válogatott művei
- Über die Existenzmöglichkeit von kosmischem Staube in der Sonnenkorona. 	Zeitschrift für Physik 28, Berlin, 1924.
- Über die Grenzdichte der Materie und der Energie. Zeitschrift für Physik 56, Berlin, 1929.

## Fordítás
Ez a szócikk részben vagy egészben  a   Wilhelm Anderson című angol Wikipédia-szócikk ezen változatának fordításán alapul.  Az eredeti cikk szerkesztőit annak laptörténete sorolja fel. Ez a jelzés csupán a megfogalmazás eredetét és a szerzői jogokat jelzi, nem szolgál a cikkben szereplő információk forrásmegjelöléseként.